# جيمس فرازير فوربس
جيمس فرازير فوربس هو سياسي كندي، ولد في 1820، وتوفي في 18 مايو 1887. حزبياً، نشط في الحزب الليبرالي الكندي. وقد انتخب عضو مجلس العموم الكندي.